# 도이나 멜린테
도이나 오펠리아 멜린테(루마니아어: Doina Ofelia Melinte, 1956년 12월 27일 ~ )는 은퇴한 루마니아의 중거리달리기 선수이다. 1984년 로스앤젤레스 올림픽 800m 챔피언으로 1990년 4분 17.14초와 함께 마일 종목의 세계 기록을 깼다.

## 경력
바커우에서 태어난 벨린테는 1980년 모스크바 올림픽에서 돌리나 베슬리우라는 이름으로 나가 800m 준결승전에 도달하였다. 1982년 그녀는 800m 종목에서 세계의 가장 빠른 여성이었으나 아테네에서 열린 유럽 선수권에서 6위를 하였다. 그녀는 또한 1983년 세계 육상 선수권 대회에서도 800m 6위를 하였다.
1984년 로스앤젤레스 올림픽에서 미국의 킴 갤러거와 동료 선수 피타 로빈을 앞서 800m 금메달을 획득하였다. 1500m 결승전에도 진출한 벨린테는 이탈리아의 가브리엘라 도리오에 밀리고 동료 선수 마리시카 푸이커를 앞서 은메달을 땄다. 1986년 유럽 선수권에서는 소련의 라빌리야 아글레티노바와 타티야나 사몰렌코에 밀려 동메달을 땄다. 1987년 인디애나폴리스에서 열린 세계 실내 선수권에서 사몰렌코를 앞서 1500m를 우승하였다. 그해 9월 로마에서 열린 세계 육상 선수권 대회에서 그 종목의 동메달을 땄다. 원래 그녀는 4위에 왔으나, 3위의 잔드라 가서가 실격당하면서 한 단계로 승진되었다.
1988년 서울 올림픽에서 그녀는 동료 선수 파울라 이반이 우승한 1500m에서 실망스러운 9위를 하였다. 1989년 부다페스트에서 4분 04.79초의 선수권 기록과 함께 1500m 세계 실내 타이틀을 성공적으로 유지하였다. 1990년 2월 이스트 러더퍼드에서 4분 17.14초와 함께 세계 실내 마일 기록을 깼다. 1달 후에 글래스고에서 3번째 유럽 실내 타이틀을 우승하였다. 1990년 유럽 선수권에서 메달 후보 선수로 보이던 그녀는 1500m 6위로 들어왔다. 1991년 세비야에서 열린 세계 실내 선수권과 도쿄에서 열린 세계 육상 선수권 양대회에서 1500m 4위를 하였다.
멜린테는 1500m 결승전에서 자신이 300m가 남은 자리에서 떨어져 나갔던 1992년 바르셀로나 올림픽에서 자신의 국제 경력을 끝냈다.